# Tecnam
Costruzioni Aeronautiche Tecnam S. r.l. — італійська компанія-виробник легких приватних літаків. Заснована в 1986 році братами Луїджі і Джованні  Паскале спочатку як виробник комплектуючих для авіапромисловості. Розташована в Капуї (провінція Неаполь, Італія). Є найбільшим виробником літаків малої авіації (LSA) у світі. Літаки Tecnam перебувають на службі ВВС Камбоджі та Домініканської Республіки як патрульні і навчальні літаки. Ведеться розробка військових платформ Tecnam MRI і Tecnam MMA на базі Tecnam P2006T.

## Історія
Наприкінці 1940-х років Луїджі Паскале працював асистентом легендарного авіатора, професора Умберто Нобіле, в Неаполітанському університеті. Першим літаком, який Луїджі сконструював спільно зі своїм братом Джованні, став P48 Astore, що піднявся в повітря 2 квітня 1951 року. Надалі брати сконструювали ще кілька спортивних літаків, у тому числі P55 Tornado, що неодноразово перемагав у різних змаганнях.
У 1957 році Луїджі і Джованні заснували Partenavia, свою першу авіапромислову компанію, яка виробляла як комплектуючі для авіапромисловості, так і власні літаки, найвідомішим з яких став Partenavia P. 68, виготовлений в кількості понад 400 примірників.
У ході націоналізації авіаційної промисловості в Італії компанія в 1981 році стала частиною Aeritalia, яку в свою чергу поглинув конгломерат Finmeccanica.
У березні 1986 року брати заснували компанію Tecnam, що як і раніше, одночасно робила комплектуючі для авіапромисловості і свої власні літаки. Перший літак Tecnam P92 — став комерційно успішним: було продано понад 2500 примірників, в даний момент випускається вже шосте покоління цієї моделі.
У 2012 році інвестиційний фонд Fondo Italiano di Investimento вклав в компанію 6,5 мільйонів євро. До цього моменту компанія виробила понад 3400 літаків, що експлуатуються в 50 країнах світу. Понад 90% обороту компанії становить експорт.
У 2014 році на авіашоу AERO Friedrichshafen 90-річному Луїджі Паскале був вручений Почесний приз журналу Der Fliegermagazin.
Після смерті Джованні підприємство очолює його син Паоло Паскале.

## Літаки компанії
- Tecnam P92[en] та його модифікації
- Tecnam P96 Golf[it]
- Tecnam P2002 Sierra[en]
- Tecnam P2004 Bravo[en]
- Tecnam P2006T[en]
- Tecnam P2008[en]
- Tecnam P2010[en]
- Tecnam Astore[en]
- Tecnam P2012 Traveller
- Tecnam MMA[en] (Multi Mission Aircraft)
- Tecnam MRI (Maritime Reconnaissance Intelligence)
- Tecnam P-Jet[en]|                                                                           |  |  |  |
| Зліва направо: Tecnam P2002 Sierra, Tecnam P2006T, Tecnam P96, Tecnam MRI |  |  |  |

## Цікаві факти
- Луїджі Паскале заснував факультет газодинаміки та авіаконструювання в Неаполітанському університеті.
- Наприкінці 1940-х — початку 1950-х Луїджі Паскале працював разом з легендарним повітроплавцем і дослідником Умберто Нобіле в Неаполітанському університеті.